# Lothar Ratschbacher
Lothar Ratschbacher (* 1956) ist ein österreichischer Geologe und emeritierter Hochschullehrer an der TU Bergakademie Freiberg.

## Akademische Stationen
Ratschbacher promovierte 1983 an der Universität Graz und war als Post-Doktorand an der University of California, Los Angeles. 1984 wurde er Assistenzprofessor an der Universität Graz, war 1989 Gastwissenschaftler an der Universität Rennes (Centre Armoricain d’Etude Structurale des Socles) und habilitierte sich 1990 an der Universität Tübingen. 1993 bis 1996 war er Heisenberg-Stipendiat an der Stanford University und 1996 bis 1999 Professor an der Universität Würzburg. Von 1999 bis 2022 war er Professor an der TU Freiberg. Er leitete dort die Abteilung Tektonophysik und Geochronologie.
1990 war er Gastprofessor an der University of California, Berkeley und 1997 an der Universität Wien.

## Forschungsthemen
Er befasst sich mit Tektonik (Evolution von Gebirgssystemen, Deformation von kontinentaler Kruste), wobei er Methoden der Strukturgeologie, Geo- und Thermochronologie, Materialwissenschaften und analoger Modellierung, Petrologie und Geomorphologie verwendet. Insbesondere befasst er sich mit Zentralasien, den Ostalpen und Karpaten, Myanmar, den Varisziden und speziell dem Erzgebirge, der frühen Entwicklung der karibischen Platte und von Zentralamerika und Orogonese unter sehr hohem Druck in der Quinling-Dabie-Region (Dabie Shan) in China (dort werden Gesteine freigelegt, die einst 125 bis 200 km tief im Mantel lagen).

## Auszeichnungen und Gremien
2018 erhielt er die Eduard-Suess-Medaille, 2024 die Gustav-Steinmann-Medaille.
Er war im Herausgebergremium von Tectonophysics und Geology und ist seit 2004 Associate Editor von Tectonics.